# Dieci anni di mafia
(Giovanni Falcone)
Dieci anni di mafia è un saggio che documenta le attività della mafia in Italia di dieci anni dal 1980 circa al 1990.
Questa è la prima versione del libro, che l'autore continuò ad aggiornare con altre sezioni e che ripubblicò ogni cinque anni con i titoli di Quindici anni di mafia, Vent'anni di mafia, Venticinque anni di mafia ed appunto Trent'anni di mafia.

## Edizioni
- Saverio Lodato, Dieci anni di mafia, Milano, Rizzoli, 1990, ISBN 88-17-53125-1. Il saggio, periodicamente aggiornato e aumentato, è uscito nei seguenti volumi:
  - Dieci anni di mafia. La guerra che lo Stato non ha saputo vincere, Milano, BUR, 1992, ISBN 88-17-11583-5.
  - Quindici anni di mafia. La guerra che lo Stato può ancora vincere, Milano, BUR, 1994, ISBN 88-17-11632-7.
  - Diciotto anni di mafia. Una guerra che non sarà infinita, Milano, BUR, 1996, ISBN 88-17-11700-5.
  - Venti anni di mafia. C'era una volta la lotta alla mafia, Milano, BUR, 1999, ISBN 88-17-25832-6; 2000, ISBN 88-17-25906-3.
  - Venticinque anni di mafia. C'era una volta la lotta alla mafia, Milano, BUR, 2004, ISBN 88-17-00228-3.
  - Trent'anni di mafia, Milano, BUR, 2006, ISBN 88-17-01136-3; 2008, ISBN 978-88-17-02356-6.
  - Quarant'anni di mafia. Storia di una guerra infinita, Milano, BUR, 2012, ISBN 978-88-17-05627-4.
  -  Cinquant'anni di mafia. Storia di una guerra infinita. La trattativa stato-mafia e la fine di Matteo Messina Denaro, Collana La Storia · Le Storie, Milano, BUR-Rizzoli, 2024,  p. 976, ISBN 978-88-171-8801-2.